# John Addison
John Addison (West Chobham, 16 de març de 1920 − Bennington, 7 de desembre de 1998) fou un compositor de cinema anglès.

## Biografia
Addison va néixer a Chobham, Surrey. El seu pare era un coronel de la Royal Field Artillery. Als setze anys va ingressar al Royal College of Music. on estudia composició amb Gordon Jacob, oboè amb Léon Goossens i clarinet amb Frederick Thurston.
Addison és conegut per la seva música cinematogràfica. Va guanyar un premi Oscar i un Premi Grammy en la Millor Partitura Original per la música de la pel·lícula de 1963, Tom Jones.

## Filmografia
Entre la seva abundant filmografia cal destacar Tom Jones, Cortina esquinçada, L'empremta, Dones a Venècia, La càrrega de la Brigada Lleugera, Un pont massa llunyà i la música de la sèrie televisiva S'ha escrit un crim.

### Música per al cinema
- 1950 Seven Days to Noon
- 1951 High Treason
- 1951 Pool of London
- 1952 The Hour of 13
- 1953 The Man Between
- 1953 Terror on a Train
- 1953 Paracaigudistes (The Red Beret)
- 1954 The Maggie
- 1954 El cavaller negre (The Black Knight)
- 1954 Make Me an Offer
- 1955 The Cockleshell Heroes
- 1956 Private's Progress
- 1956 Reach for the Sky
- 1956 Tres homes en una barca (Three Men in a Boat)
- 1957 The Shiralee
- 1957 Lucky Jim
- 1957 Barnacle Bill
- 1958 I Was Monty's Double
- 1959 Carlton-Browne of the F.O.
- 1960 School for Scoundrels
- 1960 The Entertainer
- 1960 A French Mistress
- 1960 His and Hers
- 1961 A Taste of Honey
- 1962 Go to Blazes
- 1962 La soledat del corredor de fons (The Loneliness of the Long Distance Runner)
- 1963 Girl in the Headlines
- 1963 Tom Jones
- 1964 Girl with Green Eyes
- 1964 Guns at Batasi
- 1965 The Amorous Adventures of Moll Flanders
- 1965 Estimats difunts (The Loved One)
- 1965 The Uncle
- 1966 I Was Happy Here
- 1966 A Fine Madness
- 1966 Cortina esquinçada (Torn Curtain)
- 1967 Dones a Venècia (The Honey Pot)
- 1967 Smashing Time
- 1968 The Charge of the Light Brigade
- 1970 Start the Revolution Without Me
- 1970 Country Dance
- 1971 Mr. Forbush and the Penguins
- 1972 L'empremta (Sleuth)
- 1973 Luther
- 1974 Dead Cert
- 1975 Ride a Wild Pony
- 1976 El corsari Roig (Swashbuckler)
- 1976 The Seven-Per-Cent Solution
- 1977 Un pont massa llunyà (A Bridge Too Far)
- 1977 Joseph Andrews
- 1980 The Pilot
- 1982 La cúspide (Highpoint)
- 1983 Strange Invaders
- 1985 Grace Quigley
- 1985 Code Name: Emerald

### Música per a la televisió
- 1990 The Phantom of the Opera
- 1988 A Shadow on the Sun
- 1987 Strange Voices
- 1986-1987 Walt Dicsney's Wonderful World of Color (2 episodis)
- 1986 Amazing Stories (2 episodis)
- 1986 Something in Common
- 1986 Dead Man's Folly
- 1985 Thirteen at Dinner
- 1984 Ellis Island
- 1984 S'ha escrit un crim (1 episodi)
- 1982 I Was a Mail Order Bride
- 1982 The Devlin Connection
- 1982 Charles & Diana: A Royal Love Story
- 1982 Eleanor, First Lady of the World
- 1981 Mistress of Paradise
- 1981 Nero Wolfe (14 episodis)
- 1979 The French Atlantic Affair
- 1979 Love's Savage Fury
- 1979 The Power Within
- 1979 Like Normal People
- 1978 Centennial (12 episodis)
- 1978 Pearl (miniseries)
- 1978 The Eddie Capra Mysteries (1 episodi)
- 1978 The Bastard
- 1978 Black Beauty
- 1975 Grady (2 episodis)
- 1975 A Journey to London
- 1974 Bellamira
- 1974 Play for Today (1 episodi)
- 1970 ITV Sunday Night Theatre (1 episodi) (Hamlet)
- 1964 Detective (1 episodi)

## Premis i nominacions
- Oscar a la millor banda sonora per Tom Jones (1964)
- Nominat a l'Oscar a la millor banda sonora per L'empremta (1973)
- BAFTA per Un pont massa llunyà (A Bridge Too Far) (1977)
- Nominat BAFTA per La càrrega de la Brigada lleugera (1968)
- Premi Emmy per S'ha escrit un crim (Murder She Wrote) (1985)